# 葡坪青年站
葡坪青年站（韓語：포평청년역）是朝鮮民主主義人民共和國两江道金亨稷郡金亨稷邑的一個鐵路車站，属于北部内陆线。

## 历史
- 1988年8月3日，落成使用[1]。

## 邻近车站
北部内陆线
杜芝站 - 葡坪青年站 - 茂昌站